# Kanton Lesse (Salzgitter)
Der Kanton Lesse bestand von 1807 bis 1813 im Distrikt Braunschweig im Departement der Oker im Königreich Westphalen und wurde durch das Königliche Decret vom 24. Dezember 1807 gebildet.

## Gemeinden
- Lesse
- Barbecke
- Reppner
- Berel
- Nord-Assel
- Burgdorf
- Hohen-Assel